# Тамди (Сиримський район)
Тамди́ (каз. Тамды) — село у складі Сиримського району Західноказахстанської області Казахстану. Входить до складу Жосалинського сільського округу.
У радянські часи село називалось Жданово.
Населення — 129 осіб (2021; 216 у 2009, 342 у 1999, 376 у 1989).